# پیشخدمت (فیلم ۲۰۰۷)
پیشخدمت (به انگلیسی: Waitress) فیلمی محصول سال ۲۰۰۶ و به کارگردانی آدرین شلی است. در این فیلم بازیگرانی همچون کری راسل، ناتان فیلیون، شریل هاینز، آدریان شلی، ادی جمیسن، جرمی سیستو، اندی گریفیت، لو تامپل و داربی استنچفیلد ایفای نقش کرده‌اند.